# Фолке Рогард
Фолке Рогард (швед. Bror Axel Folke Per Rogard; 6 липня 1899, Стокгольм — 11 червня 1973, Стокгольм) — шведський юрист і шаховий арбітр, другий президент ФІДЕ (1949—1970); у 1947—1949 роках — віце-президент.

## Біографія
Народився в Стокгольмі, з прізвищем Розенґрен, і здобув гарну юридичну освіту (Стокгольмський університет), кваліфікацію юриста з цим прізвищем, був відомим адвокатом. Після того, як одного з членів його сім'ї звинуватили у крадіжці зі зломом, він змінив прізвище на Рогард і порвав усі зв'язки зі своєю сім'єю, боячись за свою ідеальну репутацію.
Юний Рогард з дитинства був знайомий з шахами і правилами гри, але віддавав перевагу історії та праву. Сам Фольке в шахи майже не грав, маючи третій розряд, він зміг стати відомим організатором і шаховим арбітром (з 1951 року).
Він був одружений чотири рази: спочатку на Греті Сантессен (1898—1999) з 1921 по 1934, у них була дочка Моніка (народилася в 1923); потім на Гуей Рольф (1902—1973) до 1944 року; потім на американській актрисі шведського походження Вівека Ліндфорс (1920—1995) з 1944 по 1948, у них була дочка Олена Таборі (народилася в 1944). Історія кохання президента та актриси лягла в основу твору історика Едварда Вінтера. Востаннє був одружений з Елле Йоханссон (1920—2006) з 1965 року.

## Професійна діяльність
Рогард був віце-президентом Міжнародної шахової федерації (ФІДЕ) з 1947 по 1949 рік, потім змінив Олександра Рюба на посаді президента, який він обіймав доти, доки його не змінив Макс Ейве у 1970 році. Зайнявши цю посаду, він провів низку реформ: упорядкував відбірковий цикл змагань на першість світу (зональні, міжзональні, турнір претендентів, матч за корону), ввів звання міжнародного майстра та гросмейстера, відновив проведення шахових Олімпіад після 11-річної перерви. юніорів, пізніше узаконив коефіцієнти Ело.
Він також був головою Шведської Шахової федерації з 1947 до 1964 року. У 1951 році ФІДЕ надала Рогару звання міжнародного арбітра. Він міг говорити п'ятьма мовами.
Під час свого перебування на керівних посадах у ФІДЕ та Шведській федерації він зміг організувати проведення у Швеції багатьох гучних шахових заходів. Чотири міжзональні турніри — Сальтшебаден (1948) (виграв гросмейстер Давид Бронштейн), Стокгольм (1952) (виграв гросмейстер Олександр Котов), Гетеборг (1955) (виграв гросмейстер Пауль Керес) і Стокгольм (19) — всі вони проходили у Швеції. Студентська Шахова Олімпіада 1956 року проходила в Упсалі і була виграна СРСР. У 1969 році у Стокгольмі відбувся Чемпіонат світу з шахів серед юніорів, який виграв майбутній чемпіон світу Анатолій Карпов. У 1968 році в Мальме відбувся Претендентський матч між гросмейстерами Борисом Спаським та Бентом Ларсеном, і він був виграний Спаським. Ґетеборг також приймав Конгрес ФІДЕ 1955 року.